# شبكة قنوات رويال الفضائية
شبكة قنوات رويال هي شبكة فضائيات عربية أردنية مجانية تم اطلاق قنوات رويال الفضائية بتاريخ 10/2/2013 .
وتضم ثلاث قنوات،

## قناة اضحك
هي قناة متخصصة في رسم الضحك على وجة المشاهد وتضم العديد من مسلسلات وبرامج الكوميديا الأردنية السورية المصرية 
وبرامج الكاميرا الخفية.

## قناة البدوية
هي ثاني قناة مختصة باللون البدوي وتعرض 24 ساعة مسلسلات بدوية ومن المسلسلات التي عرضت إلى الآن، الجرناس والخرسا
- صهيل الاصايل

وغيرها الكثير

## قناة سيكرتس
هي قناة مختصة بعرض الوثائقيات وتعرض برامج وثائقية منوعة.

## روابط خارجية
- مشاهدة - رويال إضحك
- رويال بدوية - مشاهدة